# Jodańce (rejon wileński)
Jodańce (lit. Juodonys) – wieś na Litwie, w okręgu wileńskim, w rejonie wileńskim, w gminie Podbrzezie.

## Historia
W XIX i w początkach XX w. położone były w Rosji, w guberni wileńskiej, w powiecie wileńskim. Po I wojnie światowej pod administracją polską, w Zarządzie Cywilnym Ziem Wschodnich. W latach 1920–1922 w składzie Litwy Środkowej.
Od 11 kwietnia 1922 leżały w Polsce, w województwie wileńskim, w powiecie wileńsko-trockim, w gminie Podbrzezie, w pobliżu granicy z Litwą. W 1931 miejscowość liczyła:
- kolonia Jodańce – 59 mieszkańców, zamieszkałych w 10 budynkach,
- wieś Jodańce – 84 mieszkańców, zamieszkałych w 16 budynkach[3].

Po II wojnie światowej w granicach Związku Sowieckiego. Od 1991 na niepodległej Litwie.